# 鞑靼斯坦共和国首脑
韃靼斯坦共和國首腦（俄语：Глава Республики Татарстан），是韃靼斯坦共和國政治體系中的最高長官。韃靼斯坦共和國總統這一職位於1991年設置，任期為五年。
韃靼斯坦在俄羅斯聯邦中擁有高度自治權，也是長期以來俄羅斯聯邦中唯一一個最高長官職位稱為「總統」的共和國。隨著俄聯邦與韃靼斯坦共和國簽訂的雙邊條約於2017年到期，韃靼斯坦喪失了其特殊的自治地位。其總統頭銜預計於2020年被改為「首腦」。 就如同所有其他俄罗斯自治共和国一样。然而，直到2020年，該共和國總統仍不願廢除这个头衔。
2021年10月12日，俄罗斯联邦国家杜马（下议院）国家建设和立法委员会主席克拉申尼科夫、俄罗斯联邦委员会（上议院）宪法立法和国家建设委员会负责人克里沙斯向国家杜马提交了一项法案“关于俄罗斯联邦各实体公共权力组织的共同原则”草案，意圖将俄罗斯所有共和国领导人的头衔统一为“首脑”。鞑靼斯坦共和国對此明确表示反对，鞑靼斯坦国务委员会国家建设和地方自治委员会主席哈比布林称：上述法律草案的某些条款与俄罗斯作为一个联邦国家的法治秩序基础相矛盾。鞑靼斯坦国务委员会主席穆哈梅钦则称，克拉申尼科夫等人提出的法律草案“从根本上”干涉了俄联邦各组成实体的权力，违反了俄罗斯宪法的现行规范，这是在强迫鞑靼斯坦违宪。
修改職稱的法律經過普丁簽署並於2022年6月1日生效。韃靼斯坦共和國總統秘書表示，總統頭銜將在修改憲法前繼續使用。總統職務更名成首腦的時間定於2023年1月1日，屆時俄羅斯聯邦中所有自治共和國都將以首腦作為該自治國家元首的頭銜。2月6日鞑靼斯坦完成名称变更的法律，鞑靼语中使用的“Rais”意为首领，源于穆斯林称呼“热依斯”（羅馬化：ruʾasāʾ）。

## 列表
| #                  | #                  | 肖像               | 姓名                | 姓名               | 任期               | 任期               | 政党               |
|                    |                    | 肖像               | 译名                | 俄语原文           | 就职               | 离职               | 政党               |
| 韃靼斯坦共和國總統 | 韃靼斯坦共和國總統 | 韃靼斯坦共和國總統 | 韃靼斯坦共和國總統  | 韃靼斯坦共和國總統 | 韃靼斯坦共和國總統 | 韃靼斯坦共和國總統 | 韃靼斯坦共和國總統 |
| ------------------ | ------------------ | ------------------ | ------------------- | ------------------ | ------------------ | ------------------ | ------------------ |
|                    | 1                  |                    | 明季梅尔·沙伊米耶夫 |                    | 1991年6月12日      | 2010年3月25日      | 统一俄罗斯         |
|                    | 2                  |                    | 鲁斯塔姆·明尼哈诺夫 |                    | 2010年3月25日      | 现任               | 统一俄罗斯         |